# Jéke
Jéke is een plaats (község) en gemeente in het Hongaarse comitaat Szabolcs-Szatmár-Bereg. Jéke telt 734 inwoners (2001).